# Liparis mapaniifolia
Liparis mapaniifolia är en orkidéart som beskrevs av Rudolf Schlechter. Liparis mapaniifolia ingår i släktet gulyxnen, och familjen orkidéer. Inga underarter finns listade i Catalogue of Life.